# Dîdeatîci, Mostîska
Dîdeatîci (în ucraineană Дидятичі) este localitatea de reședință a comunei Dîdeatîci din raionul Mostîska, regiunea Liov, Ucraina.

## Demografie
Componența lingvistică a localității Dîdeatîci
     Ucraineană (100%)
Conform recensământului din 2001, toată populația localității Dîdeatîci era vorbitoare de ucraineană (100%).